# Relentless (película)

Relentless es una película de drama nigeriana de 2010, coproducida y dirigida por Andy Amadi Okoroafor. Está protagonizada por Gideon Okeke, Nneka Egbuna, Jimmy Jean-Louis y Tope Oshin Ogun. Se estrenó el 13 de octubre de 2010 en el BFI London Film Festival y fue recibida positivamente; mayormente elogiando su cinematografía y banda sonora.

## Sinopsis
Obi (Gideon Okeke) es un soldado de mantenimiento de la paz nigeriano que ha sido enviado a Sierra Leona, territorio devastado por la guerra. El mundo de Obi cambia cuando Blessing, una lugareña a quien él ama, es mutilada por una banda de niños soldados y se ve obligado a matarla para sacarla del dolor y la miseria. Finalmente regresa a Lagos después de la guerra e intenta reintegrarse a su comunidad; en el proceso, encuentra consuelo en los brazos de una prostituta, Honey (Nneka Egbuna), que puede ayudarlo a olvidar su inquietante pasado y llevarlo al autodescubrimiento.

## Elenco
- Gideon Okeke como Obi
- Nneka Egbuna como Honey
- Jimmy Jean-Louis como candidato
- Tope Oshin Ogun como Funmi
- Ropo Ewenla como Ola
- Jibola Dabo como Alaki
- Toyin Oshinaike
- Aloba Taiwo
- Halle Mordu como Fatima
- Usiwoma Joshua como Gabriel

## Producción
El director de la película afirmó que: "Es una película que ojalá te haga reír, llorar, viajar, escapar pero, sobre todo, te hará pensar en el África contemporánea". El proyecto estuvo en producción durante cuatro años.

### Banda sonora
La música fue producida por Arnaud Boivin. La banda sonora original fue compuesta por Philippe Mallier y Pascal Morel y cuenta con artistas como: Ade Bantu, Tony Allen, Oranmiyan, Nneka, General Pype y Keziah Jones.

#### Lista de canciones
| N.º     | Título                      | Cantante(s)                    | Duración |  |
| 1.      | «Hustler»                   | Tony Allen                     | 13:01    |  |
| 2.      | «Champion»                  | General Pype                   | 6:08     |  |
| 3.      | «No Accommodation in Lagos» | Tony Allen                     | 12:07    |  |
| 4.      | «Afro Disco Beat»           | Tony Allen                     | 10:29    |  |
| 5.      | «Out Of Space»              | Nneka, DJ Farhot               | 4:08     |  |
| 6.      | «African Border»            | Ade Bantu, Patrice             | 4:38     |  |
| 7.      | «Yoruba Girl (Moje Dodo)»   | Kuku                           | 4:37     |  |
| 8.      | «Lovely Thing»              | Nneka, DJ Farhot               | 4:01     |  |
| 9.      | «Dreams keep my frown away» | Kuku                           | 3:56     |  |
| 10.     | «Troway your sorrow»        | Oranmiyan                      | 4:40     |  |
| 11.     | «The same blood»            | Tony Allen                     | 8:13     |  |
| 12.     | «Respect Yaself»            | Nneka, Oranmiyan               | 3:29     |  |
| 13.     | «Show them love»            | Ade Bantu, African China       | 2:28     |  |
| 14.     | «I’m waiting»               | Ade Bantu, Nneka               | 4:31     |  |
| 15.     | «Get together»              | Tony Allen                     | 5:56     |  |
| 16.     | «Sign and Wonda (Chelu)»    | Ezelle                         | 4:32     |  |
| 17.     | «Won’t you stay»            | Keziah Jones                   | 3:04     |  |
| 18.     | «Honey's Theme»             | Philippe Mallier, Pascal Morel | 1:40     |  |
| 19.     | «Obi's Theme»               | Philippe Mallier, Pascal Morel | 1:26     |  |
| 1:43:04 |                             |                                |          |  |

## Lanzamiento
Se estrenó el 13 de octubre de 2010 en el BFI London Film Festival. Se proyectó en el Festival de Cine Africano de Nueva York de 2012 y en el Film Club, Nigeria en 2012.

## Recepción
La película fue recibida positivamente; elogiando principalmente su cinematografía y banda sonora. Wendy Okoi-Obuli de "Shadow and Act" elogió la cinematografía, la interpretación de Okeke y la música. La describió como una "casa de arte" y concluyó diciendo: "Es una versión bienvenida y refrescante de la exploración del Nigeria contemporáneo en el cine". Bunmi Ajiboye alabó la cinematografía, música, diseño de producción, caracterización y la acertada interpretación de Lagos. En particular, mencionó la actuación de Okeke y concluyó: "Al verla, es posible que no comprenda por qué la razón detrás de ciertas acciones no está claramente definida, pero no puedes evitar sentir que fue más un producto de una necesidad artística que un error cinematográfico. Relentless es el primer largometraje de Okoroafor y es un debut brillante ya que la película habla por sí misma; Aquellos que opten por no verla se privarán de una gran oportunidad de ver cómo evoluciona el cine nigeriano".